# 근위흉갑기병연대
근위흉갑기병연대(독일어: Garde-Kürassier-Regiment)는 프로이센 육군의 기병연대 중 하나다. 1815년 창기병연대로 처음 편성되어 1821년 흉갑기병연대로 개편되었다. 근위기병사단에 속하여 제2차 슐레스비히 전쟁, 보오전쟁, 보불전쟁, 제1차 세계 대전에 종군했다. 1919년 9월 해산되었다.

## 참고 문헌
- Schulz, Hugo (1992). 《Die preussischen Kavallerie-Regimenter 1913/1914 nach dem Gesetz vom 3. Juli 1913》. Augsburg: Weltbild. 132–133쪽. ISBN 3893503439.